# Tapirocarpus talisia
Tapirocarpus talisia är en kinesträdsväxtart som beskrevs av Paul Antoine Sagot. Tapirocarpus talisia ingår i släktet Tapirocarpus och familjen kinesträdsväxter. Inga underarter finns listade i Catalogue of Life.